# PGC 31922
LEDA/PGC 31922 ist eine Spiralgalaxie vom Hubble-Typ Scd im Sternbild Sextant südlich des Himmelsäquators. Sie ist schätzungsweise 245 Millionen Lichtjahre von der Milchstraße entfernt.

Im selben Himmelsareal befinden sich u. a. die Galaxien NGC 3340, PGC 1146737, LEDA 1147660, LEDA 1147971.